# Turanogonia timorensis
Turanogonia timorensis är en tvåvingeart som först beskrevs av Robineau-desvoidy 1830.  Turanogonia timorensis ingår i släktet Turanogonia och familjen parasitflugor. Inga underarter finns listade i Catalogue of Life.